# Breein Tyree
Breein Tyree (Somerset, 13 januari 1998) is een Amerikaans basketballer.

## Carrière
Tyree speelde collegebasketbal voor de Ole Miss Rebels van 2016 tot 2020. In 2020 werd hij niet gekozen in de NBA draft maar speelde wel in de NBA Summer League voor de Miami Heat. Hij tekende een contract op 25 november 2020 bij de Miami Heat maar zag dat ontbonden een paar weken later zonder een wedstrijd te hebben gespeeld voor hen. Een paar dagen later tekende hij bij de Toronto Raptors om meteen zijn contract om te zetten naar de Raptors 905. Hij verliet de Raptors 905 in maart 2021 nadat zijn contract eindigde.
In oktober 2021 kwam hij opnieuw bij Raptors 905 terecht en speelde een seizoen voor hen. In januari 2022 kreeg hij samen met Damien Jefferson een schrorsing van drie wedstrijden. In augustus 2022 tekende hij een contract bij BC Oostende waarmee hij meteen de BNXT Supercup won. Na het reguliere seizoen was hij genomineerd voor de BNXT League Most Valuable Player maar verloor van Brian Fobbs maar werd wel geselecteerd voor het BNXT League Dream Team. Tijdens de play-offs maakte Tyree bekend dat hij het volgende seizoen in Turkije voor Bahçeşehir Koleji SK ging spelen. In juli tekende hij echter een contract bij de Italiaanse eersteklasser Dinamo Sassari.
Hij tekende voor het seizoen 2024/25 bij de Turkse eersteklasser Petkim Spor. Na een seizoen verliet hij de club voor het Bosnische KK Igokea.

## Erelijst
- BNXT Supercup: 2022
- BNXT League Dream Team: 2023
- Belgisch landskampioen: 2023